# البيانات الوظيفية للتسجيلة الاستنادية FRSAD
المتطلبات الوظيفية للبيانات الاستنادية الموضوعية (FRSAD)، والتي كانت تُعرف سابقًا باسم المتطلبات الوظيفية للتسجيلة الاستنادية الموضوعية (FRSAR)، هي نموذج علاقة كيان مفاهيمي تم تطويره بواسطة الاتحاد الدولي لجمعيات ومؤسسات المكتبات (IFLA)  ونشر في عام 2010 . وهو استمرار للعمل المنجز على نموذج FRBR ، حيث يعرض بالتفصيل كيف يمكن ربط «الكيانات التي تعمل كمواضيع للمسعى الفكري أو الفني»  والتحكم فيها داخل الكون الببليوجرافي. ويهدف هذا النموذج إلى دعم المشاركة العالمية وإعادة استخدام البيانات الاستنادية الموضوعية.

## النموذج المفاهيمي

### العمل
العمل "إبداع فكري أو فني متميز (IFLA 1998) .

### التيمة
هي أي شيء يمكن أن يكون موضوع عمل. هذه هي فكرة مجردة عن التناول الموضوعي لعمل معين. Thema[وصلة مكسورة] مستقل عن اللغة والتخصصات (FRSAR 2007)[وصلة مكسورة] .

### تسمية
أي رمز أبجدي رقمي أو صوتي أو مرئي أو أي رمز أو علامة أو مجموعة أخرى من الرموز التي يعرف بها أو المشار إليها أو معالجة (FRSAR 2007)[وصلة مكسورة] . يمكن أن تكون التسمية أي تعبير عن الموضوع. ومن الناحية المثالية، سيكون هناك ملف استناد مع كل موضوع / تسمية ممكنة. هذا يعني أنه يجب أن يكون من الممكن تبادل البيانات الموضوعية الاستنادية بين الأنظمة. وإذا قام المستخدم بالبحث عن موضوع معين في الكتالوج وأراد البحث في أماكن أخرى، فلا يجب عليه أن يقلق بشأن ترجمة الاستعلام، لأن النظام سيكون قادرًا على التعرف على الموضوعات الأساسية وترجمته تلقائيًا إلى المحتوى ذي الصلة بتلك التسمية. ومن طرق فهم ذلك، التفكير في كيفية وصف الموضوع بطرق مختلفة. على سبيل المثال، إذا نظر المرء إلى عمل حول مدينة ستوكهولم، عاصمة السويد، فهناك العديد من الطرق لوصف ستوكهولم. أولاً، يجب التمييز بين مدينة ستوكهولم والعديد من المعاني الأخرى للكلمة؛ على سبيل المثال، ستوكهولم هي أيضًا اسم مدن أخرى وتسمية لعنصر أو لمتلازمة ما. عندما يتم إنشاء تسمية في الملف الاستنادي، فمن الممكن الترجمة عبر الأنظمة. يمكن أن يكون اسم «ستوكهولم» أي شيء من «ستوكهولم» أو «ستوكهولم (المدينة)» أو «توكهولما» - الإملاء الفنلندي لستوكهولم - أو مجموعة من الرموز البريدية، أو خطوط الطول والعرض، أو صورة للمدينة، أو صوت ما. وإذا ما تم تطبيق FRSAD، فسوف يمكّن المستخدمين من إجراء البحث عن موضوع محدد ودقيق عبر أنظمة متعددة.

## العلاقات
ترتبط المصنفات والموضوعات بعلاقة كثير إلى كثير، مما يعني أن أي عمل يمكن أن يحتوي على أكثر من موضوع واحد، ويمكن التعبير عن أي موضوع في عمل واحد أو أكثر. وينطبق الشيء نفسه على العلاقة بين التيمة والتسمية. ويمكن التعبير عن الموضوع بعدة طرق مختلفة، ويمكن أن تعبر التسمية عن العديد من الموضوعات المختلفة، كل هذا يتوقف على النظام المحدد. وإلى جانب تلك العلاقات، حددت مجموعة العمل حتى الآن العديد من علاقات تيمة-تيمة وموضوع-موضوع الأخرى. ويمكن القول، على سبيل المثال، أن هناك علاقة تكافؤ بين تسميتين، إذا مثلتا تجسيدتين لنفس التيمة.

## مهام المستخدم
أجرت مجموعة العمل دراستين للمستخدم في عامي 2006 و 2007، واستناداً إلى نتائج هذه الدراسات، تم تحديد أربع مهام لمستخدم بيانات سلطة الموضوع (تقرير أخبار FRSAR 2008 إلى IFLA) :
بحث : للعثور على كيان (موضوع أو التسمية) أو مجموعة من الكيانات المطابقة للعايير المحددة
تحديد : لتحديد كيان (الموضوع أو التسمية) بناء على سمات / خصائص معينة
اختر : لتحديد كيان (موضوع أو تسمية)
استكشاف : لاستكشاف أي علاقات بين الكيانات (الموضوع أو التسمية)، وارتباطاتها بمفردات موضوعية أخرى أوسياقها الموضوعي

## روابط خارجية
- Zeng, Žumer, and Salaba, eds. (2010). Functional Requirements for Subject Authority Data (FRSAD): A Conceptual Model. Final Report Approved by the Standing Committee of the IFLA Section on Classification and Indexing.
- Žumer, Salaba, and Zeng (2007). Functional Requirements for Subject Authority Records (FRSAR): A Conceptual Model of Aboutness[وصلة مكسورة]. In: Proceedings of the 10th International Conference on Asian Digital Libraries (ICADL 2007), Hanoi, Vietnam, December 10-13, 2007. (Lecture Notes in Computer Science Series, Volume 4822: 487-492) Berlin: Springer. دُوِي:10.1007/978-3-540-77094-7_62